# FK Zorya Luhansk
El FK Zorya Luhansk (rus: ФК «Заря» Луганск, ucraïnès: ФК «Зоря» Луганськ) és un club de futbol ucraïnès de la ciutat de Luhansk. A causa de la guerra al Donbàs, l'equip juga actualment els seus partits a Zaporizhia.

## Història
Evolució del nom:
Predecessors
- 1923-35: FC Metalist Luganske

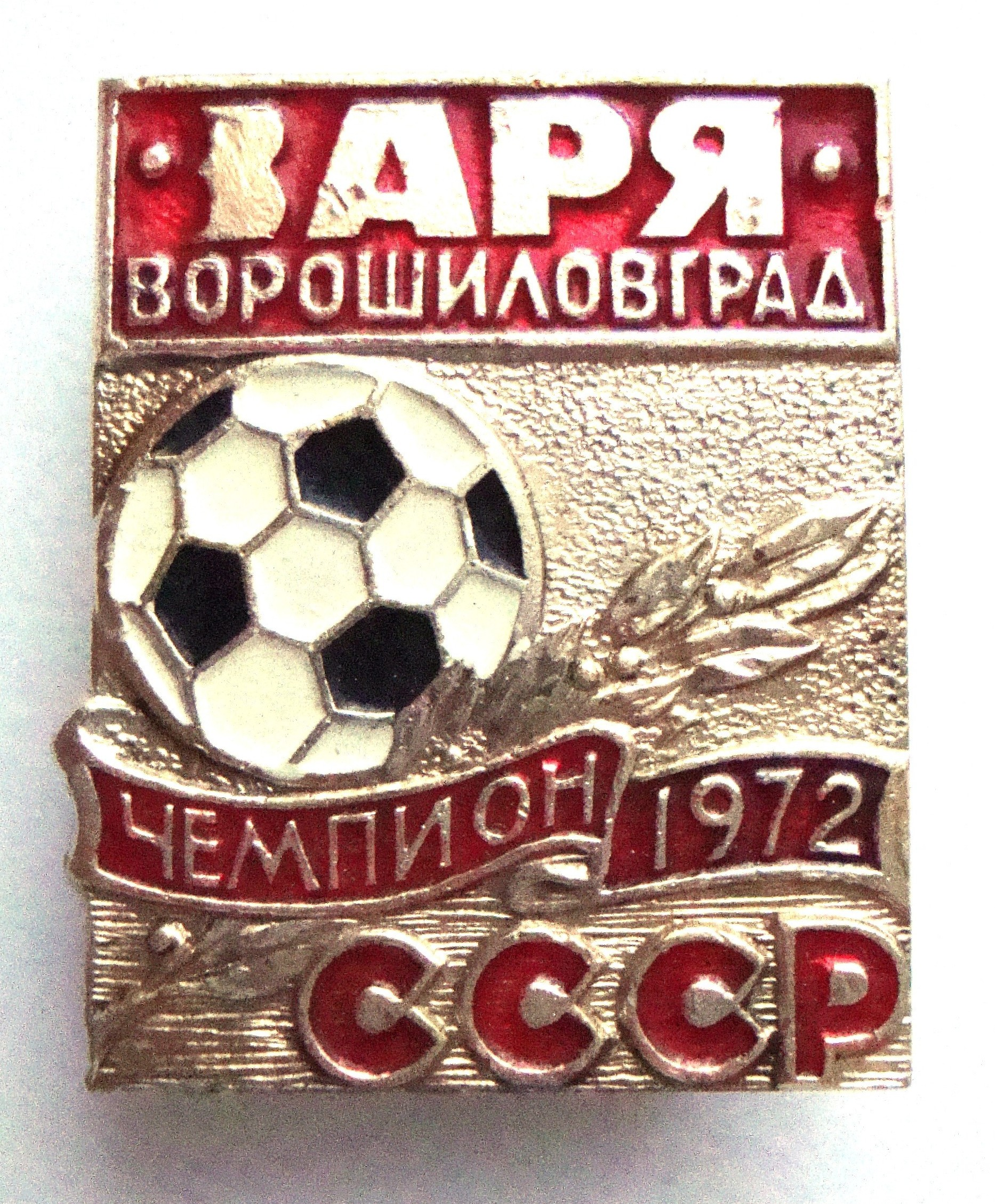
Placa commemorativa de la lliga de 1972.

- 1936-40: FC Dzerzhynets Voroshilovgrad (fusió amb Dynamo Luhansk, dissolt el 1940)
- 1948-53: FC Dzerzhynets Voroshilovgrad
- 1953-59: FC Avangard Voroshilovgrad

Trudovi Rezervy
- 1949-51: Trudovi Rezervy Voroshilovgrad
- 1957-64: Trudovi Rezervy Lugansk

Zorya
- 1960-64: SC Zarya Lugansk
- 1964-70: FC Zarya Lugansk (fusió amb Trudovi Rezervy)
- 1970-90: FC Zarya Voroshilovgrad
- 1990-91: FC Zarya Lugansk
- 1992-96: FC Zorya-MALS Luhansk (afegit patrocinador)
- 1996-present: FC Zorya Luhansk

## Palmarès
- Lliga soviètica de futbol: 
  - 1972

- Campionat de l'RSSF Ucraïna: 
  - 1938, 1962, 1986

- Segona Divisió ucraïnesa: 
  - 2005-06

- Tercera Divisió ucraïnesa: 
  - 2002-03